# Joël Chenal
Joël Chenal (Moûtiers, 10 ottobre 1973) è un ex sciatore alpino francese che ottenne i suoi migliori risultati nello slalom gigante, specialità nella quale riportò un successo in Coppa del Mondo nel 1999 sulla Gran Risa in Alta Badia e diversi altri piazzamenti.
Il risultato più prestigioso lo conseguì ai XX Giochi olimpici invernali di Torino 2006, dove conquistò la medaglia d'argento nella gara di slalom gigante.

## Biografia

### Stagioni 1991-1999
Atleta residente a La Rosière, Chenal debuttò a livello internazionale ai Mondiali juniores di Geilo/Hemsedal 1991. In Coppa Europa ottenne il primo piazzamento di rilievo il 5 dicembre 1994 a Geilo/Hemsedal in slalom speciale (18º), mentre in Coppa del Mondo esordì il 19 novembre 1995 a Beaver Creek nella medesima specialità, senza terminare la prova.
Il 13 febbraio 1997 conquistò a Sella Nevea in slalom speciale il primo podio in Coppa Europa (2º); l'anno dopo ai XVIII Giochi olimpici invernali di Nagano 1998, sua prima presenza olimpica, fu 8º nello slalom speciale e non concluse lo slalom gigante. L'8 dicembre 1998 conquistò a Valloire in slalom gigante l'unica vittoria in Coppa Europa e ai successivi Mondiali di Vail/Beaver Creek 1999, suo esordio iridato, chiuse lo slalom gigante al 22º posto.

### Stagioni 2000-2010
Il 19 dicembre 1999 in Alta Badia conquistò il primo podio in Coppa del Mondo con la sua unica vittoria in carriera; nella stagione seguente, ai Mondiali di Sankt Anton 2001, fu 11º nello slalom gigante. 21º nello slalom gigante olimpico di Salt Lake City 2002, nella successiva rassegna iridata di Sankt Moritz 2003 si classificandosi 9º nella stessa specialità. Il 26 ottobre 2003 conquistò a Sölden in slalom gigante l'ultimo podio in Coppa del Mondo (3º) e ai Mondiali di Bormio/Santa Caterina Valfurva 2005 non concluse lo slalom gigante.
Ai XX Giochi olimpici invernali di Torino 2006, sua ultima partecipazione olimpica, vinse la medaglia d'argento nello slalom gigante, giungendo a sette centesimi di secondo dal vincitore, l'austriaco Benjamin Raich. Il 19 gennaio 2007 conquistò a La Plagne in slalom gigante l'ultimo podio in Coppa Europa (3º) e ai successivi Mondiali di Åre 2007, suo congedo iridato, fu 22º nello slalom gigante. Dopo tredici stagioni disputo l'ultima gara in Coppa del Mondo il 28 febbraio 2009, lo slalom gigante di Kranjska Gora che chiuse al 25º posto, mentre la sua ultima gara in carriera fu lo slalom gigante FIS disputato il 28 marzo 2010 a Limone Piemonte e chiuso da Chenal al 2º posto.

## Palmarès

### Olimpiadi
- 1 medaglia
  - 1 argento (slalom gigante a Torino 2006)

### Coppa del Mondo
- Miglior piazzamento in classifica generale: 22º nel 2000
- 4 podi:
  - 1 vittoria
  - 1 secondo posto
  - 2 terzi posti

#### Coppa del Mondo - vittorie
| Data             | Località   | Paese  | Specialità |
| ---------------- | ---------- | ------ | ---------- |
| 19 dicembre 1999 | Alta Badia | Italia | GS         |

Legenda:

GS = slalom gigante

### Coppa Europa
- Miglior piazzamento in classifica generale: 4º nel 1997[senza fonte]
- Vincitore della classifica di slalom speciale nel 1997
- 5 podi:
  - 1 vittoria
  - 2 secondi posti
  - 2 terzi posti

#### Coppa Europa - vittorie
| Data            | Località | Paese   | Specialità |
| --------------- | -------- | ------- | ---------- |
| 8 dicembre 1998 | Valloire | Francia | GS         |

Legenda:

GS = slalom gigante

### Nor-Am Cup
- Miglior piazzamento in classifica generale: 46º nel 2007
- 1 podio:
  - 1 terzo posto

### Campionati francesi
- 8 medaglie[2]:
  - 2 ori (slalom gigante nel 1998; slalom gigante nel 2006)
  - 4 argenti (slalom gigante nel 1996; slalom gigante nel 1997; slalom gigante nel 2000; slalom gigante nel 2003)
  - 2 bronzi (slalom speciale nel 1998; slalom gigante nel 1999)